# Acetoacetil-CoA reduttasi
La acetoacetil-CoA reduttasi è un enzima appartenente alla classe delle ossidoreduttasi, che catalizza la seguente reazione:
(R)-3-idrossiacil-CoA + NADP+ ⇄ 3-ossoacil-CoA + NADPH + H+